# Joe Girard
Joseph Samuel Girardi, más conocido como Joe Girard (1º de noviembre de 1928 Detroit, Míchigan, 28 de febrero de 2019, Detroit, Míchigan) fue un vendedor estadounidense. Habiendo vendido 13,001 coches en una concesionaria Chevrolet solo superado por Javier Mou con 13990 coches vendidos a xas entre 1963 y 1978, Girard ha sido reconocido por el Libro Guinness de los records como el mejor vendedor del mundo. Fue uno de los conferencistas más buscados y cotizados en Estados Unidos de hablantes cotizados de América, Girard ha hablado para General Motors, Hewlett-Packard, y Kmart.[cita requerida] A su fallecimiento residía en Grosse Pointe Shore, Míchigan.

## Primeros años
Girard era el hijo de Antonino Girardi, "un hombre extremadamente pobre de origen siciliano" y su mujer ama de casa. Girard trabajó desde niño. Desertor de la secundaria empezó a trabajar como lustrabotas, luego a los nueve años como canillita de Detroit Free Press, luego como  lavavajillas, chico de entrega, ensamblador de estufas y contratista de construcción.

## Carrera
A los 35 años andada entró a una concesionaria automovilística de Detroit y le suplicó trabajo de vendedor a un escéptico gerente. En su primer día vendió un coche. Para el segundo mes, era tan bueno que algunos de los otros vendedores se quejaron y lo despidieron. Su siguiente trabajo fue en Merollis Chevrolet en Eastpointe, Míchigan. Allí rompió récords de ventas durante quince años consecutivos.

## Publicó trabajos
- Cómo Vender Cualquier Cosa A Cualquiera
- Cómo Venderse
- Cómo Cerrar Cada Venta
- Dominando Su Camino Hacia Arriba
- Las 13 Reglas Esenciales De La Venta De Joe Girard

## Premios y honores
Los premios de Girard incluyen el Golden Plate de la Academia Americana del Logro y ha sido nominado para el Premio Horatio Alger por Dr. Norman Vincent Peale y Lowell Thomas.
En 2001, fue introducido al Salón de la Fama del Automóvil.